# Chiến dịch Donets
Chiến dịch Donets hay Trận Kharkov lần thứ ba là một chuỗi những chiến dịch phản công của quân đội Đức quốc xã nhằm vào Hồng quân Liên Xô tại gần khu vực Kharkov trong chiến tranh Xô-Đức (tiếng Nga: Харьков; tiếng Ukraina: Харків), diễn ra từ ngày 19 tháng 2 đến 15 tháng 3 năm 1943. Trong các tài liệu Đức, tên của chiến dịch này là Chiến dịch Donets, còn trong các tài liệu Liên Xô mang tên là Chiến dịch Donbas và Kharkov. Trong trận này, đòn "hồi mã thương" của quân Đức đã loại ra khỏi vòng chiến đấu khoảng 70.000 đến 80.000 người của quân đội Liên Xô và tái chiếm các thành phố Kharkov và Belgorod.
Sau khi bao vây Tập đoàn quân số 6 của Đức ở "cái túi" Stalingrad, Hồng quân đã mở một loạt những chiến dịch tấn công nhằm vào phần còn lại của Cụm Tập đoàn quân Nam. Đỉnh cao của các đợt tấn công này là chiến dịch Ngôi Sao. Trong tháng 1 và đầu tháng 2 năm 1943 Hồng quân đã phá vỡ các phòng tuyến của Đức quốc xã tại khu vực sông Đông, đục thủng một lỗ rộng hàng trăm cây số trên mặt trận và loại khỏi vòng chiến một số lớn quân Đức quốc xã và chư hầu. Các thành phố Kharkov, Belgorod và Kursk cũng được lấy lại từ tay quân Đức. Các chiến dịch tấn công trên là những thành công lớn của Hồng quân, tuy nhiên điều này đã khiến mặt trận của họ bị kéo căng quá cỡ. Ngày 2 tháng 2 năm 1943, Tập đoàn quân số 6 đã đầu hàng, và cuối cùng Hồng quân đã rảnh tay tung một lượng lớn binh lực của Phương diện quân Trung tâm nhằm vào cả Cụm Tập đoàn quân Nam và Cụm Tập đoàn quân Trung tâm của Đức vào ngày 25 tháng 2. Tuy nhiên, nhiều tháng chiến đấu liên tiếp đã khiến Hồng quân bị hao tổn nặng nề, nhiều sư đoàn chỉ còn có 1-2 nghìn binh sĩ. Nhân cơ hội đó, ngày 19 tháng 2 năm 1943 Thống chế Erich von Manstein mở một đòn phản kích nhằm vào phía Nam của Kharkov với Quân đoàn xe tăng 2 SS còn nguyên vẹn cùng với các Tập đoàn quân xe tăng 1 và 4 vừa được bổ sung quân số, xe tăng và các loại vũ khí, khí tài mới khác.
Giành được thế bất ngờ và nắm lại quyền chủ động chiến dịch, quân Đức đã thành công trong việc đánh bọc sườn, bao vây và tiêu diệt các mũi công kích của Hồng quân ở phía Nam thành phố. Việc này giúp Von Manstein có thể tiếp tục tấn công vào Kharkov vào ngày 7 tháng 3. Bất chấp mệnh lệnh của Manstein là phải bao vây Kharkov từ phía Bắc, tư lệnh Quân đoàn xe tăng 2 SS đã cố tình lựa chọn giải pháp đột kích trực diện vào thành phố vào ngày 11 tháng 3 và hậu quả là họ phải trải qua bốn ngày đánh nhau đẫm máu giành giật từng căn nhà với lực lượng Hồng quân đồn trú. Cuối cùng, Sư đoàn xe tăng 1 SS "Adolf Hitler" đã hoàn tất việc đánh chiếm Kharkov vào ngày 15 tháng 3 năm 1943. Hai hôm sau (17 tháng 3), Đức quốc xã cũng đánh chiếm Belgorod, tạo nên một "chỗ lồi" ăn sâu vào phòng tuyến quân Đức tại gần Kursk. Đây là nơi sẽ diễn ra trận Vòng cung Kursk nổi tiếng vào cùng năm đó. Theo thống kê của người Đức, từ 19 tháng 2 đến cuối tháng 3, quân đội Đức Quốc xã đã đánh thiệt hại nặng 52 sư đoàn Hồng quân, khoảng 7 vạn binh sĩ Hồng quân bị chết, bị thương, bị bắt. Tuy nhiên trận đánh trong nội đô Kharkov là cực kì đẫm máu đối với quân Đức, tính riêng Quân đoàn xe tăng 2 SS đã tổn thất đến trên 8.800 người. Chiến dịch Donets kết thúc vào cuối tháng 3 năm 1943 như một dấu gạch nối để chuẩn bị cho Trận Kursk nổi tiếng.

## Bối cảnh
Cuối năm 1942 và đầu năm 1943, quân đội Đức Wehrmacht lâm vào một thảm họa kinh khủng khi Tập đoàn quân số 6 của họ bị bao vây tại Stalingrad, đồng thời Hồng quân Xô Viết tiếp tục các đợt tấn công của Chiến dịch Mùa Đông 1942-1943 nhằm vào các phòng tuyến của quân Đức trên sông Đông. Ngày 2 tháng 2 năm 1943, Tập đoàn quân số 6 đầu hàng, toàn bộ 91 nghìn binh lính còn sống sót của họ đều bị bắt làm tù binh. Tổng cộng số thương vong của Tập đoàn quân số 6 tại Stalingrad (không kể tù binh) lên đến 12  - 15 vạn người. Tổng cộng năm 1942 Đức quốc xã thiệt mất 1,9 triệu binh lính, và đến năm 1943 tổng số quân Đức trên Mặt trận Xô-Đức giảm 47 vạn so với năm 1942. Số xe tăng giảm từ 3.300 chiếc (đầu chiến tranh) xuống còn 495 chiếc vào ngày 23 tháng 1 năm 1943 - phần lớn số tăng sống sót này là các xe tăng đời cũ. Nhân đà thắng lợi tại Stalingrad, Hồng quân tiếp tục mở các chiến dịch tấn công quân Đức trên khu vực sông Donets phía Tây sông Đông, với mục đích tiêu diệt toàn bộ số quân Đức tại đây.
Ngày 2 tháng 2 năm 1943, trên cánh Bắc Phương diện quân Voronezh bắt đầu chiến dịch Ngôi sao nhằm vào các mục tiêu giải phóng Belgorod, Kharkov và Kursk do Tập đoàn quân xe tăng 3, các tập đoàn quân bộ binh 38, 40, 60 và 69 thực hiện. Tại cánh Nam, ngày 29 tháng 1, Phương diện quân Tây Nam của tướng N. F. Vatutin cũng triển khai chiến dịch "Bước Nhảy Vọt". Đòn tấn công phủ đầu của Hồng quân được thực hiện bởi 3 quân đoàn xe tăng và một quân đoàn cơ giới do Trung tướng M. M. Popov chỉ huy đã chọc thủng phòng tuyến của quân Đức tại sông Bắc Donets và đánh bọc sườn quân Đức. Ngày 15 tháng 2 năm 1943, tướng N. F. Vatutin tung quân đoàn xe tăng 1 và 25 áp sát thành phố Zaporozhye nằm trên bờ Đông sông Dniepr - vốn là nơi kiểm soát con đường cuối cùng dẫn tới Rostov và là bình phong bảo vệ cho Tổng hành dinh của Tập đoàn quân không quân 4 (Luftflotte 4) của Cụm Tập đoàn quân Nam. Đồng thời, dù Hitler ra lệnh giữ vững vị trí, quân Đức đóng tại Kharkov vẫn tháo lui và ngày 16 tháng 2 Hồng quân lấy lại thành phố.
Hitler ngay lập tức bay tới Bộ tư lệnh của Manstein tại Zaporozhye. Tại đây, Von Manstein báo cáo với Hitler rằng theo tình hình hiện tại, một đòn phản công nhằm vào Kharkov là không thể thực hiện được, tuy nhiên ông có thể mở đòn đột kích bọc sườn phía Nam các lực lượng Hồng quân (vốn đã bị kéo căng quá cỡ sau đợt tấn công) bằng 5 quân đoàn thiết giáp Đức trong tay, rồi nhân đó sẽ phát triển đòn phản kích, đánh chiếm lại Kharkov.
Ngày 19 tháng 2 năm 1943, Hồng quân Xô Viết chọc thủng các phòng tuyến Đức và tiến gần đến Zaporozhye. Hitler buộc phải di tản khỏi thành phố bằng đường không, y rời sân bay vừa đúng lúc Hồng quân chỉ còn cách xa sân bay trên dưới 30 cây số. Trước tình hình càng lúc càng tồi tệ, Hitler quyết định giao toàn quyền xử lý tình huống cho Manstein.

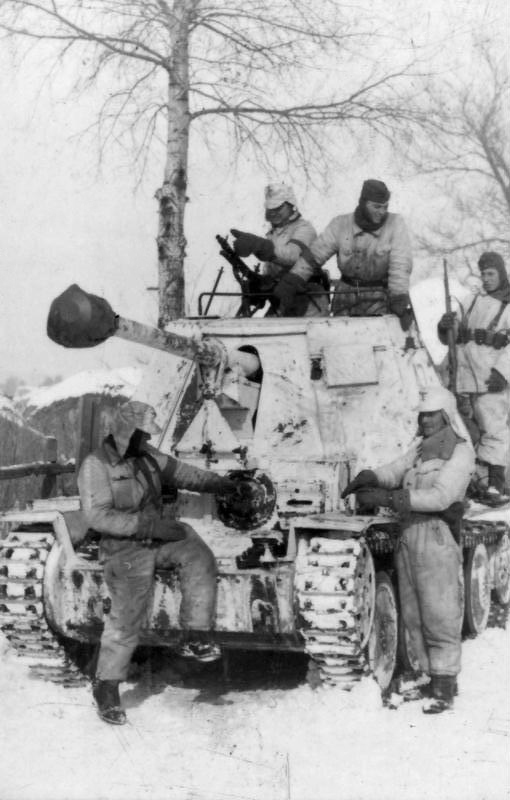
Binh sĩ của Sư đoàn xe tăng 1 SS gần Kharkov, tháng 2 năm 1943

Việc thanh toán xong Tập đoàn quân 6 (Đức) tại Stalingrad đã giải phóng đến 6 Tập đoàn quân Liên Xô thuộc Phương diện quân Sông Đông dưới sự chỉ huy của tướng K. K. Rokossovsky. Sau khi được tăng cường Tập đoàn quân xe tăng 2 và Tập đoàn quân 70, Bộ Tổng tư lệnh quân đội Liên Xô điều động Phương diện quân này chêm vào giữa Phương diện quân Briansk và Phương diện quân Voronezh ở phía Tây Kursk và đổi tên nó thành Phương diện quân Trung tâm, đối diện với điểm kết nối giữa Cụm tập đoàn quân Nam và Cụm tập đoàn quân Trung tâm của Đức. Được biết tới trong các tài liệu Liên Xô với cái tên Chiến dịch Kharkov và Donbass, đợt tấn công dự kiến sắp tới của Hồng quân sẽ nhằm mục tiêu bao vây và tiêu diệt toàn bộ quân Đức tại cung lồi Orel, vượt sông Desna và tiếp đó là bao vây, tiêu diệt hoàn toàn Cụm Tập đoàn quân Trung tâm. Kế hoạch dự kiến sẽ bắt đầu vào khoảng ngày 12 đến 15 tháng 2 năm 1943, tuy nhiên sau đó do vấn đề về hậu cần và triển khai binh lực mà Bộ Tổng tư lệnh Tối cao STAVKA dời lại vào ngày 25 tháng 2. Mở màn cho kế hoạch này, ngày 8 tháng 2 năm 1943, Tập đoàn quân 60 (Liên Xô) do thiếu tướng I. D. Chernyakhovsky chỉ huy đã đánh bật Sư đoàn xe tăng 4 của Tập đoàn quân 2 Đức ra khỏi Kursk và chiếm thành phố này. Chếch về phía Bắc, Tập đoàn quân 13 (Liên Xô) bắt đầu đe dọa sườn phải của Tập đoàn quân 2 (Đức). Việc này tạo ra một lỗ thủng 60 cây số giữa Tập đoàn quân 2 và Tập đoàn quân 9 (Đức). Lỗ hổng này ngay sau đó đã được tướng K. K. Rokossovsky nhanh chóng khai thác. Trong khi các Tập đoàn quân 38 và 40 của F. I. Golikov tấn công vào cánh phải của Tập đoàn quân 2 (Đức) và tiến thêm được gần 20 km về hướng Konotop, thì K. K. Rokossovsky bắt đầu triển khai chiến dịch Oryol - Bryansk ngày 25 tháng 2, chọc thủng các phòng tuyến của quân Đức và đe dọa cắt đứt liên lạc giữa Tập đoàn quân xe tăng 2 và Tập đoàn quân bộ binh 9 của Đức tại khu vực Karachev. Tuy nhiên, Tập đoàn quân xe tăng 2 (Đức) do tướng Schmidt chỉ huy đã kháng cự quyết liệt và làm chậm tốc độ của cuộc tấn công. Cuối tháng 3 năm 1943, cánh trái của Phương diện quân Bryansk và cánh phải của Phương diện quân Trung tâm (Liên Xô) phải lùi về tuyến xuất phát, hình thành mặt chính diện phía Bắc của vòng cung Kursk. Chỗ lồi Oryol có chiều sâu đến 160 cây số vào điểm nối giữa hai Phương diện quân Trung tâm và Bryansk làm cho trận tuyến của Hồng quân tại khu vực này bị kéo dài thêm đến 100 km.
Trong khi Hồng quân tiếp tục tấn công mạnh về phía Tây, Thống chế Von Manstein được tăng viện Quân đoàn xe tăng 2 SS của tướng Paul Hausser gồm các sư đoàn Thiết giáp SS "Leibstandarte SS Adolf Hitler", "Das Reich", "Totenkopf" cùng nhiều đơn vị kỹ thuật và được đưa vào chiến đấu bên cạnh Tập đoàn quân xe tăng 4 của tướng Hermann Hoth. Trong khi đó Hitler cũng đã chuẩn y cho việc tung thêm 7 sư đoàn thiết giáp và cơ giới (không đủ biên chế) vào trận để chuẩn bị cho đợt phản công sắp tới. Tập đoàn quân không quân số 4 (tư lệnh: Thống chế Wolfram von Richthofen) cũng đã tái tổ chức được lực lượng và giúp không quân Đức giành được ưu thế chiến lược trong chiến dịch này khi số lượt bay trung bình mỗi ngày của họ tăng từ 250 vào tháng 1 lên 1.000 vào tháng 2. Ngày 20 tháng 2 năm 1943, khi Hồng quân áp sát Zaporozhye và Krasnoarmeisk, người Đức hiểu thời cơ phản công của họ đã đến.

## Tương quan lực lượng
Từ ngày 13 tháng 1 đến 3 tháng 4 năm 1943, chừng 50 vạn binh sĩ Hồng quân đã tham gia vào chiến dịch phản công Voronezh–Kharkov. Tính tổng cộng, khoảng 6,1 triệu binh sĩ Hồng quân đã tham gia vào trận đánh và có 658 nghìn người bị loại khỏi vòng chiến do nhiều nguyên nhân. Trong khi đó, phát xít Đức đã triển khai 2,2 triệu quân tại Mặt trận Xô-Đức, trong đó có 10 vạn quân ở Na Uy. Vì vậy, vào đầu tháng 2 năm 1943, quân số Hồng quân đông gấp đôi phát xít Đức. Tuy nhiên, do trận tuyến của Hồng quân bị kéo căng quá cỡ tại khu vực phía Nam Kharkov và do những thương vong kể từ đầu chiến dịch tấn công, quân Đức đã nắm ưu thế chiến thuật về binh lực tại khu vực mà họ phản công. Tính riêng số xe tăng Đức (350 chiếc) đã nhiều hơn gần gấp 7 lần so với số xe tăng Liên Xô tại đây.

### Quân đội Đức Quốc xã

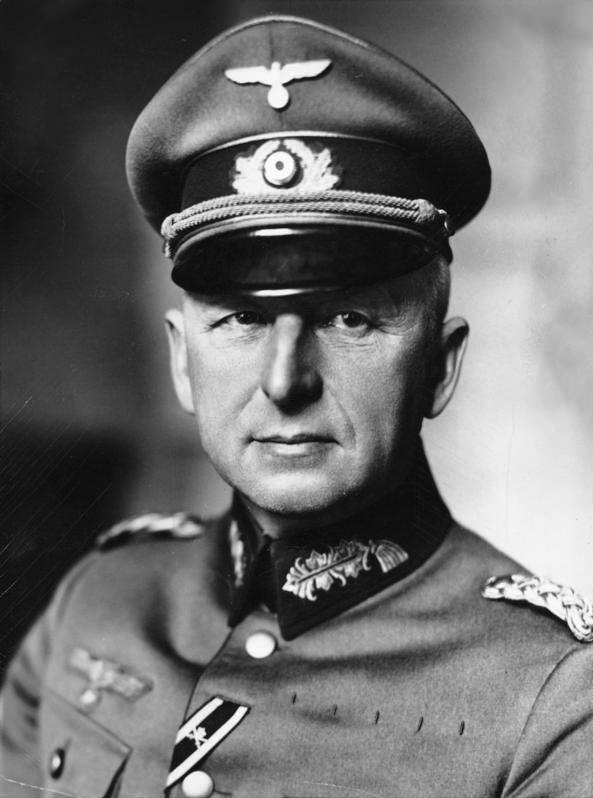
Thống chế Erich von Manstein, chỉ huy của Cụm Tập đoàn quân Nam trong chiến dịch Donets.

#### Binh lực
- Cụm tập đoàn quân Sông Đông (từ ngày 12 tháng 2 năm 1943 đổi thành Cụm tập đoàn quân Nam) do Thống chế Erich von Manstein chỉ huy là cụm quân mạnh nhất của quân Đức trên chiến trường Xô-Đức. Trong biên chế của nó có 2 tập đoàn quân xe tăng, 1 tập đoàn quân binh chủng hợp thành, Quân đoàn xe tăng 2 SS và hai cụm tác chiến (mỗi cụm tác chiến tương đương một tập đoàn quân) và một cụm quân độc lập. Hai đơn vị xe tăng mạnh nhất của Cụm tập đoàn quân Nam là Tập đoàn quân xe tăng 4 và Tập đoàn quân xe tăng 1 được giao cho các tướng nhiều kinh nghiệm trận mạc là Hermann Hoth và Eberhard von Mackensen chỉ huy.[34] Quân đoàn xe tăng 2 SS do trung tướng SS Paul Hausser chỉ huy gồm hầu hết là các sĩ quan và binh sĩ của lực lượng SS có tinh thần và kỹ năng chiến đấu tốt hơn nhiều so với lục quân Đức.[35]
  - Tập đoàn quân xe tăng 4 (nguyên là Cụm quân Hoth) do tướng Herman Hoth chỉ huy, trong biên chế có[36]:
    - Quân đoàn xe tăng 48 của tướng Otto von Knobelsdorff gồm các sư đoàn xe tăng 6, 11, 39 và sư đoàn bộ binh 106.
    - Quân đoàn xe tăng 57 của tướng Friedrich Kirchner gồm các sư đoàn xe tăng 16, 17 và 22.
    - Quân đoàn bộ binh 52 của tướng Eugen Ott gồm các sư đoàn bộ binh 57, 255 và 332.
    - Sư đoàn cơ giới 15 (trực thuộc Tập đoàn quân)
    - Sư đoàn bộ binh 16 (trực thuộc Tập đoàn quân)

  - Tập đoàn quân xe tăng 1 do tướng Eberhard von Mackensen chỉ huy, trong biên chế có[37]:
    - Quân đoàn xe tăng 3 của tướng Hermann Breith, gồm các sư đoàn xe tăng 6, 7, 19, sư đoàn Thiết giáp SS số 5 "Wiking" và sư đoàn bộ binh 168.
    - Quân đoàn xe tăng 40 của tướng Gotthard Heinrici gồm các sư đoàn xe tăng 3, 13, các sư đoàn bộ binh 46 và 333.
    - Quân đoàn bộ binh 30 của tướng Maximilian Fretter-Pico gồm các sư đoàn bộ binh 38, 62 và 387.

  - Quân đoàn xe tăng 2 SS do tướng Paul Hausser chỉ huy. Đây là một đơn vị đột kích lớn, có sức mạnh như một tập đoàn quân xe tăng; trong biên chế có[36]:
    - Sư đoàn Thiết giáp SS số 1 "Leibstandarte SS Adolf Hitler" của tướng Josef (Sepp) Dietrich gồm các trung đoàn xe tăng 4, 5 SS; các trung đoàn bộ binh 1, 2 SS; trung đoàn pháo binh 1 SS; trung đoàn pháo phòng không 3 SS; trung đoàn trinh sát cơ giới 1 SS và các đơn vị thông tin, công binh, hậu cần, kỹ thuật. Binh lực xe tăng gồm 52 chiếc Tiger-I, 9 chiếc Panzer-IV, 10 chiếc Panzer-III, 12 chiếc Panzer-II, 3 chiếc Panzer-I và 9 xe bọc thép chỉ huy.[38]
    - Sư đoàn Thiết giáp SS số 2 "Das Reich"(Đế Chế) của tướng Walter Krüger gồm các trung đoàn xe tăng 2 (SS), "Deutschland", "Der Führer" và "Langemark"; trung đoàn pháo binh 2 SS, trung đoàn pháo phòng không 1 SS, trung đoàn trinh sát cơ giới 2 SS cùng các đơn vị công binh, thông tin, hậu cần. Binh lực xe tăng gồm 21 chiếc Tiger-I, 10 chiếc Panzer-IV, 81 chiếc Panzer-III, 10 chiếc Panzer-II, 2 chiếc Panzer-I và 9 xe bọc thép chỉ huy.[38]
    - Sư đoàn Thiết giáp SS số 3 "Totenkopf"(Đầu Lâu) của tướng Hermann Priess gồm các trung đoàn xe tăng 1, 3 SS; trung đoàn xe tăng 3 (không thuộc SS), trung đoàn bộ binh mô tô 2 SS, trung đoàn cơ giới 3 SS, trung đoàn pháo binh 3 SS và các đơn vị công binh, hậu cần, kỹ thuật. Binh lực xe tăng gồm 2 chiếc Panzer-II, 81 chiếc Panzer-III, 9 chiếc Panzer-IV, 22 chiếc Tiger-I và 9 xe bọc thép chỉ huy.[38]
    - Sư đoàn bộ binh 167 (không thuộc lực lượng SS) của tướng Wolf-Günther Trierenberg, gồm các trung đoàn bộ binh 315, 331, 339; trung đoàn pháo binh 238 và các đơn vị hậu cần, kỹ thuật.

  - Cụm tác chiến (Kampfgruppe) Kempf (trước ngày 21 tháng 2 là Cụm tác chiến Lanz) do tướng Werner Kempf chỉ huy, trong biên chế có:
    - Quân đoàn xung kích 5 của tướng Erhard Raus gồm các sư đoàn bộ binh 106, 320, 376 và 384.
    - Quân đoàn bộ binh 42 của tướng Franz Mattenklott gồm các sư đoàn bộ binh 13, 153, 355 và 381.
    - Quân đoàn cơ giới 24 của tướng Walther Nehring gồm sư đoàn xe tăng 27, các sư đoàn cơ giới 16, 213.

  - Cụm tác chiến Hollidt do tướng Karl-Adolf Hollidt chỉ huy, trong biên chế có:
    - Quân đoàn bộ binh 17 của tướng Willi Schneckenburger gồm các sư đoàn bộ binh 294, 302 và 306;
    - Quân đoàn bộ binh 29 của Hans von Obstfelder gồm các sư đoàn bộ binh 17, 117 và 336;
    - Sư đoàn xe tăng 23 của tướng Nikolaus von Vormann;
    - Sư đoàn bộ binh 79 của tướng Richard Graf von Schwerin.

  - Tập đoàn quân 17 do tướng Richard Ruoff chỉ huy, phòng thủ ven biển Azov và Krym, không tham gia chiến dịch phản công.
- Cụm tập đoàn quân Trung tâm do Thống chế Günther von Kluge chỉ huy, sử dụng cánh phải tham gia chiến dịch phản công tại tuyến mặt trận từ Sumy qua Oryol đến Kirovsk gồm 2 tập đoàn quân bộ binh và một tập đoàn quân xe tăng:
  - Tập đoàn quân 2 (tái lập) do tướng Walter Weiss chỉ huy, trong biên chế có:
    - Quân đoàn bộ binh 7 của tướng Ernst-Eberhard Hell, gồm các sư đoàn bộ binh 26, 68 và 95.
    - Quân đoàn bộ binh 13 của tướng Friedrich Siebert, gồm các sư đoàn bộ binh 327, 340 và 377.
    - Sư đoàn bộ binh độc lập 88.

  - Tập đoàn quân 9 do tướng Walter Model chỉ huy, trong biên chế có:
    - Quân đoàn xe tăng 39 của tướng Robert Martinek, gồm các sư đoàn xe tăng 1, 9, các sư đoàn bộ binh 102, 216 và 337;
    - Quân đoàn bộ binh 6 của tướng Hans Jordan, gồm các sư đoàn bộ binh 7, 83, 170 và 330.
    - Quân đoàn bộ binh 23 của tướng Johannes Frießner, gồm các sư đoàn bộ binh 86, 110 và 253;
    - Quân đoàn bộ binh 27 của tướng Karl Burdach, gồm các sư đoàn bộ binh 6, 72, 95 và 129.

  - Tập đoàn quân xe tăng 2 do tướng Rudolf Schmidt chỉ huy, trong biên chế có:
    - Quân đoàn cơ giới 41 của tướng Josef Harpe, gồm sư đoàn xe tăng 18, sư đoàn kỵ binh 8 SS "Florian Geyer", các sư đoàn bộ binh 52 và 246;
    - Quân đoàn xe tăng 46 của tướng Hans-Karl von Esebeck, gồm sư đoàn xe tăng 5, sư đoàn cơ giới 36 và sư đoàn bộ binh 342;
    - Quân đoàn xe tăng 47 của tướng Joachim Lemelsen gồm các sư đoàn xe tăng 2 và 20, các sư đoàn bộ binh 208 và 211;
    - Quân đoàn bộ binh 35 của tướng Lothar Rendulic, gồm các sư đoàn bộ binh 34, 56, 262 và sư đoàn xe tăng 4.
    - Quân đoàn bộ binh 53 của Erich Clößner, gồm các sư đoàn bộ binh 25, 112, 134, 293 và 296;
    - Quân đoàn bộ binh 55 của tướng Erich Jaschke, gồm các sư đoàn bộ binh 45, 299 và 383;

Để chống lại cuộc tấn công của 210.000 quân Liên Xô trên hướng Belgorod-Kharkov, ban đầu, Erich von Manstein chỉ có 70.000 quân của Cụm tác chiến Lanz để phòng thủ tại khu vực này. Đến ngày 19 tháng 2, khi đã tập trung được Quân đoàn xe tăng 2 SS ở phía Tây Nam Kharkov thì quân Đức đã nắm trong tay ưu thế về binh lực, đặc biệt là về xe tăng khi Tập đoàn quân xe tăng 3 (Liên Xô) chỉ còn 110 xe tăng hoạt động được sau khi đánh chiếm Kharkov. Ở giai đoạn đầu của chiến dịch, các đơn vị Đức tại khu vực này phần nhiều đều thiếu hụt biên chế, nhất là sau những tổn thất nặng nề từ tháng 6 năm 1942 đến tháng 2 năm 1943 - đến mức mà Hitler phải triệu tập một cuộc họp với các Thống chế Wilhelm Keitel, Martin Bormann về Hans Lammers nhằm bàn về việc động viên 80 vạn người vào quân đội - một nửa trong số đó là nhân lực trong các ngành công nghiệp "không cần thiết". Từ tháng 2 trở đi, khi đã điều động hơn 50 sư đoàn từ nước Đức và Tây Âu sang, ưu thế về binh lực của quân đội Đức Quốc xã đã trở nên rõ rệt hơn trong khi các Phương diện quân Liên Xô đang dần dần bị bào mòn lực lượng trong các cuộc tấn công liên tục. Cuối cùng thì hiệu quả của đợt tổng động viên này đã nâng cao sức chiến đấu của các binh đoàn Đức khi đến tháng 5 năm 1943, tổng quân số của quân đội Đức Quốc xã đã lên đến 9,5 triệu người, cao nhất tính từ đầu chiến tranh. Trong đó, 3/5 số quân này (5,5 triệu người) có mặt tại Mặt trận Xô-Đức.
Đến đầu năm 1943 các lực lượng thiết giáp Đức đã chịu nhiều tổn thất nghiêm trọng. Lúc này, mỗi sư đoàn thiết giáp chỉ có 70-80 xe tăng còn hoạt động được, hiếm có sư đoàn thiết giáp Đức nào có hơn 100 xe tăng. Sau trận chiến tại Kharkov, tướng Heinz Guderian buộc phải quyết định thi hành một chương trình nhằm củng cố lực lượng thiết giáp cho quân Đức. Bất chấp những nỗ lực của ông, một sư đoàn thiết giáp Đức lúc này chỉ có thể có 10-11 nghìn quân (so với biên chế đầy đủ là 13-15.000). Chỉ cho đến tháng 6 mỗi sư đoàn xe tăng Đức đã có từ 100-130 xe tăng. Các sư đoàn SS thì trong tình trạng tốt hơn, mỗi sư đoàn có khoảng 150 xe tăng, một tiểu đoàn pháo tự hành và một số lượng xe bán tải bánh xích vừa đủ để chuyên chở binh sĩ và các đơn vị trinh sát — biên chế của một sư đoàn SS là 20.000 người. Trong thời gian này, phần lớn các xe tăng Đức là loại Panzer III và Panzer IV, mặc dù Quân đoàn xe tăng 2 SS đã nhận được một số xe tăng hạng nặng Con hổ.
Do những nỗ lực tăng viện cho mặt trận Xô-Đức, tại thời điểm mở chiến dịch Donets, Thống chế Erich von Manstein nắm trong tay một lực lượng xe tăng đông đảo nhất trên mặt trận Xô-Đức tương đương với ba tập đoàn quân xe tăng. Trong đó, Quân đoàn xe tăng 2 SS mới được điều từ Pháp sang được coi là lực lượng đột kích tuyệt đối trung thành. Các tập đoàn quân xe tăng 1 và 4 đều được tái trang bị hàng trăm xe tăng mới kiểu Tiger-I, phần lớn số xe tăng Panzer-IV thế hệ mới đều được nâng cấp bằng pháo 88 mm, tăng độ dày vỏ giáp phía trước xe lên trên 80 mm. Cuối tháng 2 năm 1943, Quân đoàn xe tăng 2 SS với quân số 60.000 người đã tập trung trên tuyến Poltava-Kharkov, bao gồm cả các đơn vị đã rút khỏi Kharkov. Tập đoàn quân xe tăng 1 vừa rút khỏi Kavkaz đang đóng tại Taganrog, Tập đoàn quân xe tăng 4 được bố trí ở phía Tây Nam Voroshilovgrad. Vấn đề đặt ra đối với Erich von Manstein là bố trí lại lực lượng khi Tập đoàn quân xe tăng 4 đang có nguy cơ bị bao vây khi nó nằm sâu trong trận tuyến giữa hai Tập đoàn quân cận vệ 1 và 3 của Liên Xô. Ngoài ra, việc sử dụng Tập đoàn quân xe tăng 1 ở vị trí thích hợp cho có hiệu quả cũng được Erich von Manstein tính đến.

#### Ý đồ tác chiến
Chiến dịch phản công ở Donbass và Chiến dịch phản công ở "chỗ lồi" Oryol - Bryansk của quân Đức tuy diễn ra trên hai hướng tác chiến khác nhau nhưng đều nhằm một mục đích, đó là tạo thế chuẩn bị cho Chiến dịch Thành Trì. Tại thời điểm bắt đầu chiến dịch Donets, ở cánh Nam, thống chế Erich von Manstein có trong tay gần 100.000 quân trên tuyến đầu với hầu hết là các sư đoàn xe tăng thuộc các quân đoàn xe tăng 48 cùng với 2 sư đoàn xe tăng 1 và 2 SS của Quân đoàn xe tăng 2 SS vừa được chuyển từ Tây Âu sang. Ở giai đoạn sau của chiến dịch, khi Cụm tác chiến Hollidt và Tập đoàn quân xe tăng 1 bắt đầu tham gia phản công trên hướng Zaporozhye - Dniepropetrovsk và Tập đoàn quân xe tăng 4 tung lực lượng dự bị chiếm lại Kharkov thì hầu như toàn bộ Cụm tập đoàn quân Nam được huy động (trừ Tập đoàn quân 17 phòng thủ tại Krym và tuyến sông Mius). Tổng cộng có đến trên 400.000 quân tham gia chiến dịch phản công lớn tại cánh Nam mặt trận Xô-Đức; tập trung vào hai hướng chủ yếu là Poltava - Kharkov - Slaviansk và Zaporozhye - Dniepropetrovsk - Kremenchuk.
Được biết đến với cái tên Chiến dịch Donets, trên thực tế, cuộc phản công của quân Đức mở màn vào ngày 19 tháng 2 năm 1943 và kết thúc vào ngày 15 tháng 3 năm 1943. Kế hoạch ban đầu của Thống chế Erich von Manstein dự định chiến dịch phản công này sẽ gồm ba giai đoạn. Mục tiêu của giai đoạn một là chặn đứng và tiêu hao phần lớn các cánh quân của quân đội Liên Xô đã tấn công quá sâu về phía sông Dniepr và bị kiệt sức trong khi di chuyển ở cự ly xa đến trên 300 km, không còn giữ được đội hình liên tục, bị phân tán và rất dễ bị tập kích từ hai bên sườn. Trong giai đoạn hai, mục tiêu sẽ là cuộc tấn công tái chiếm Kharkov phối hợp với Cụm tập đoàn quân Trung tâm tạo ra hai bàn đạp chiến dịch quan trọng trên hai hướng Oryol - Bryansk và Belgorod - Kharkov, vây bọc các Phương diện quân Bryansk, Trung tâm và Voronezh của quân đội Liên Xô trong vòng cung Kursk. Và mục tiêu của giai đoạn cuối là dùng đòn hợp điểm từ hai bàn đạp nói trên tấn công vào Kursk, phối hợp với các lực lượng của Cụm Tập đoàn quân Trung tâm thanh toán các lực lượng Hồng quân tại đây. Tuy nhiên, giai đoạn cuối đã phải tạm hoãn lại do những bãi bùn lầy lội trong mùa tuyết tan tại Nga (Rasputitsa) đã khiến Cụm Tập đoàn quân Trung tâm gặp nhiều khó khăn khi hành quân. Một lý do khác làm cho quân Đức phải tạm dừng chiến dịch là do Bộ Chỉ huy tối cao quân đội Đức Quốc xã muốn tập trung thật đầy đủ binh lực, bảo đảm chắc thắng. Còn Bộ trưởng tuyên truyền Đức Quốc xã Paul Joseph Göbbels thì cho rằng quân Đức luôn luôn thắng trong các chiến dịch mùa hè.

### Quân đội Liên Xô
Ngay từ giai đoạn tấn công chọc thủng các phòng tuyến Đức vào giữa tháng 1 và tháng 2 năm 1943, lực lượng của Quân đội Liên Xô tại khu vực này đã bao gồm các phương diện quân Bryansk, Voronezh và Tây Nam. Sau khi hoàn thành Chiến dịch Cái Vòng, ngày 15 tháng 2 năm 1943, Bộ Tổng tư lệnh tối cao quân đội Liên Xô điều động toàn bộ Phương diện quân Sông Don đến hướng Kursk - Elets và đổi tên thành Phương diện quân Trung tâm. Phương diện quân Trung tâm được triển khai giữa các phương diện quân Bryansk và Voronezh với nhiệm vụ khai thác chiến quả của hai phương diện quân này - vốn đã chọc được một lỗ thủng vào phòng tuyến của Tập đoàn quân thiết giáp số 2 (Đức). Hai phương diện quân Bryansk và Trung tâm được giao nhiệm vụ đối phó với Cụm tập đoàn quân Trung tâm (Đức), còn hai Phương diện quân Voronezh và Tây Nam phải đối phó với Cụm tập đoàn quân Nam. Tổng cộng hai Phương diện quân Tây Nam và Voronezh có khoảng 500.000 quân, trong đó có 346.000 quân đóng xung quanh Kharkov vào thời gian quân Đức mở chiến dịch phản công Donets.
- Phương diện quân Bryansk do trung tướng M. A. Reiter làm tư lệnh, chịu trách nhiệm giữ tuyến mặt trận từ phía Đông Bolkhov qua Mtsensk, Novosil, Verkhovye đến Maloarkhangensk. Trong biên chế có (thứ tự bố trí từ Bắc xuống Nam):
  - Tập đoàn quân 61 do tướng P. A. Belov chỉ huy gồm các sư đoàn bộ binh 342, 346, 350, 356, 385, 387 và 391, các sư đoàn kỵ binh 83 và 91.
  - Tập đoàn quân 3 (tái lập) do trung tướng P. P. Korzul chỉ huy.
  - Tập đoàn quân 13 do trung tướng N. P. Pukhov chỉ huy.
- Phương diện quân Trung tâm do thượng tướng K. K. Rokossovsky chỉ huy, mới được điều động từ mặt trận Stalingrad đến ngày 15 tháng 2, chịu trách nhiệm giữ chính diện từ Maloarkhangensk qua Trosna, Bryantsevo, Dmitri-Lgovsky (Dmitriev), Rylsk đến Konerevo, trong biên chế có:
  - Tập đoàn quân 70 do thiếu tướng G. F. Tarasov chỉ huy gồm các sư đoàn bộ binh 102, 106, 140, 162, 175, 181, trung đoàn xe tăng cận vệ 27 và trung đoàn pháo chống tăng 378.
  - Tập đoàn quân 65 do trung tướng P. I. Batov chỉ huy gồm các sư đoàn bộ binh cận vệ 4 và 40, các sư đoàn bộ binh 23, 24, 304, 321 và lữ đoàn xe tăng 3.
  - Tập đoàn quân xe tăng 2 do tướng A, G, Rodin chỉ huy, gồm quân đoàn xe tăng 16, lữ đoàn xe tăng cận vệ 6, các sư đoàn bộ binh 16 và 115.
  - Tập đoàn quân 60 (chuyển từ Phương diện quân Voronezh sang, hoán đổi cho việc di chuyển tập đoàn quân 21 cho Phương diện quân Voronezh), do trung tướng I. D. Cherniakhovsky chỉ huy gồm các sư đoàn bộ binh 107, 121, 161, 167, 195, 232, 237, 303 và lữ đoàn xe tăng 75.
- Phương diện quân Voronezh do thượng tướng F. I. Golikov và thượng tướng N. F. Vatutin lần lượt chỉ huy chịu trách nhiệm giữ tuyến mặt trận từ Korenevo qua phía Đông Sumy, Krasnopolye, Dorogoshch, Grayvoron, Bogodukhov, Lyubotin, Merefa, Sokolovo đến Zmiev. Trong biên chế có:
  - Tập đoàn quân 38 do tướng N. E. Chibisov chỉ huy, biên chế còn lại các sư đoàn bộ binh 167, 237, 240, 253 và 340;
  - Tập đoàn quân 40 do trung tướng K. S. Moskalenko chỉ huy, biên chế còn lại sư đoàn bộ binh cận vệ 25, các sư đoàn bộ binh 100, 107, 183, 303, 395 và 309.
  - Tập đoàn quân 69 do trung tướng M. I. Kazakov chỉ huy, biên chế còn lại các sư đoàn bộ binh 1, 37, 161, 180, 270 và Lữ đoàn pháo chống tăng 173.
  - Tập đoàn quân 21 (chuyển từ Phương diện quân Trung tâm đến từ ngày 15 tháng 3 năm 1943), do trung tướng I. M. Chistyakov chỉ huy, gồm các sư đoàn bộ binh 51, 62, 63, 70, 76, 95, 119 và 174.
  - Tập đoàn quân xe tăng 1 (chuyển từ lực lượng dự bị của Bộ Tổng tư lệnh tối cao đến từ ngày 15 tháng 3 năm 1943), do trung tướng M. E. Katukov chỉ huy, gồm các quân đoàn cơ giới 3 và 6, sư đoàn xe tăng độc lập 112, 3 trung đoàn xe tăng độc lập, sư đoàn phòng không 11, các lữ đoàn bộ binh trượt tuyết 15, 22 và 23.
- Phương diện quân Tây Nam do các thượng tướng N. F. Vatutin và R. Ya. Malinovsky lần lượt chỉ huy. Trong biên chế có:
  - Tập đoàn quân 6 (thành lập lần thứ ba) do trung tướng F. M. Kharitonov chỉ huy, biên chế còn lại các sư đoàn bộ binh 99, 141, 160, 174, 212 và 219; được bổ sung quân đoàn Kỵ binh cận vệ 3.
  - Tập đoàn quân cận vệ 1 do thượng tướng V. I. Kuznetsov chỉ huy, gồm các quân đoàn bộ binh cận vệ 4, 6, Quân đoàn xe tăng 18 và sư đoàn bộ binh 135.
  - Tập đoàn quân cận vệ 3 do trung tướng D. D. Lelyushenko chỉ huy gồm Quân đoàn bộ binh cận vệ 14, Quân đoàn cơ giới cận vệ 1, sư đoàn bộ binh cận vệ 50, các sư đoàn bộ binh 197, 203 và 278, các lữ đoàn bộ binh 90 và 95.
  - Tập đoàn quân xe tăng 5 (thành lập lần thứ 2) do trung tướng I. T. Slemin chỉ huy, gồm các quân đoàn xe tăng 10, 22 và 26, sư đoàn bộ binh 115.
  - Quân đoàn xe tăng cận vệ 4.

Giống như quân đội Đức Quốc xã, các đơn vị quân đội Liên Xô cũng chịu nhiều thiệt hại trong thời gian qua và đang thiếu hụt biên chế trầm trọng. Ví dụ như các sư đoàn của Tập đoàn quân 40 chỉ còn 3.500 đến 4.000 người/sư đoàn. Tình hình binh lực của Tập đoàn quân 69 còn tồi tệ hơn, chỉ còn 1.000-1.500 người/sư đoàn. Một số sư đoàn chỉ còn 25-50 súng cối để yểm hộ về hỏa lực. Tình trạng này khiến N. F. Vatutin đã yêu cầu bổ sung gấp 19.000 quân và 300 xe tăng cho phương diện quân Tây Nam; trong khi phương diện quân Voronezh chỉ còn nhận được 1.600 quân thay thế kể từ khi mở Chiến dịch Ostrogozhsk-Rossosh đầu năm 1943. Vào ngày 19 tháng 2 khi quân đội Đức Quốc xã mở màn chiến dịch phản công Donets, Phương diện quân Voronezh đã chịu thiệt hại quá nặng trong ba chiến dịch liên tiếp trước đó nhưng trận tuyến của họ lại bị kéo căng quá rộng đến trên 250 km - đến mức họ không thể chi viện cho Phương diện quân Tây Nam nằm tiếp giáp với sườn phía Nam họ trong chiến dịch "Bước Nhảy Vọt".

## Kế hoạch của hai bên

### Ý đồ chiến dịch của N. F. Vatutin
Theo đánh giá của nguyên Tổng tham mưu trưởng quân đội Liên Xô trong những năm 1948-1951 (đại tướng S. M. Stemenko) thì một số ý đồ tác chiến của đại tướng N. F. Vatutin, tư lệnh Phương diện quân Tây Nam (Liên Xô) trong năm 1943 đều xuất phát từ tư duy quân sự độc đáo của ông nhưng lại chịu ảnh hưởng của tâm lý "say sưa với chiến thắng" vốn là điều thường thấy đối với các nhà quân sự có thiên hướng nghệ sĩ. "Chiến dịch Bước Nhảy Vọt" là một trong những ví dụ điển hình của tư duy này.
Xuất phát từ những tình thế được tạo ra trên mặt trận sau thất bại của Cụm tập đoàn quân Sông Đông trong các chiến dịch Bão Mùa đông, Sao Thổ, Ostrogozhsk-Rossosh, N. F. Vatutin,cho rằng quân Đức đang rút chạy về bên kia sông Dniepr và do đó, cần uy hiếp quân Đức tại khu vực Donbass từ hướng Starobelsk là nơi quân Đức phòng ngự yếu để tung một tập đoàn cơ động gồm xe tăng và bộ binh cơ giới tấn công đến Mariupol, cắt đường mọi đường rút lui của quân Đức ra khỏi Donbass. Phương án tấn công này đã được I. V. Stalin cho phép ngày 19 tháng 1 năm 1943 khi đã chắc chắn rằng cụm quân Đức tại khu vực Ostrogozhsk-Rossosh sẽ bị đánh bại.
Căn cứ kế hoạch do Phương diện quân Tây Nam đệ trình, sau khi thảm khảo ý kiến của F. I. Golikov, tư lệnh Phương diện quân Voronezh, tại chỉ thị ngày 11 tháng 2 năm 1943, Đại bản doanh Bộ Tổng tư lệnh quân đội Liên Xô giao nhiệm vụ cho phương diện quân Tây Nam và Phương diện quân Voronezh:
| “                | Ngăn chặn cuộc rút quân của đối phương về Dniepropetrovsk, Zaporozhye, Donetsk và cụm quân Đức ở Crimea. Phương diện quân Voronezh có nhiệm vụ phát triển tấn công trên cánh phải vào Lgov, Glukhov, Chernigov và trên cánh trái vào Poltava, Kremenchug. Trước mắt, Phương diện quân Tây Nam có nhiệm vụ giáng đòn đột kích từ chính diện Pokrovskoye (???) - Starobelsk tới Kramatorsk - Artemovsk; sau đó, phát triển đến Donetsk, Volnovakha và Mariupol trên cánh trái, cánh phải mở một cuộc đột kích vào Stalino, chia cắt toàn bộ Cụm tập đoàn quân Nam, không cho quân Đức rút sang phía Tây. | ” |
| — Đại bản doanh, | |   |

Đây là một ý định sai lầm có nguyên nhân từ việc đánh giá không đúng tình hình thực tế của chiến trường. Trái với quan điểm của Hitler cho rằng phải giữ Kharkov bằng mọi giá, thống chế Erich von Manstein cho rằng tốt nhất là nên rút Quân đoàn xe tăng 2 SS khỏi Kharkov để tránh khỏi thế bị bao vây; sau đó, tập hợp lại binh lực và phản công quyết liệt hơn, không chỉ lấy lại Kharkov mà còn lấy lại những vùng đất mà quân đội Đức Quốc xã đã chiếm được tại trung lưu và thượng lưu sông Đông. Ngày 17 tháng 2, Adolf Hitler bay đến sở chỉ huy Cụm tập đoàn quân Nam tại Poltava để nghe Erich von Manstein báo cáo trực tiếp toàn bộ ý đồ phản công. Tại đây, đã xảy ra một cuộc tranh cãi nảy lửa giữa Hitler và Manstein khi bàn đến vấn đề giữ hay không giữ Kharkov. Theo Hitler, bỏ Kharkov có nghĩa là chấp nhận thất bại. Còn theo Manstein, nếu tập trung binh lực để chặn đứng đòn phản công của Phương diện quân Tây Nam (Liên Xô) tại khu vực Donbass thì việc lấy lại Kharkov sẽ chỉ còn là vấn đề thời gian. Khi cuộc tranh luận đang ở cao trào của sự căng thẳng thì tư lệnh Quân đoàn xe tăng 2 SS, tướng Paul Hausser báo cáo với Erich von Manstein rằng ông ta buộc phải cho sư đoàn xe tăng SS "Adolf Hitler" đổ bộ xuống Kiev để hành quân đến Poltava vì đường sắt không thể sử dụng được. Điều đó có nghĩa là thời gian không còn nhiều để đi đến quyết định giữ hay bỏ Kharkov đối với quân đội Đức Quốc xã. Cuối cùng, Hitler phải đồng ý với kế hoạch của Erich von Manstein, rút Quân đoàn xe tăng 2 SS khỏi Kharkov và dùng nó đánh vào sau lưng Tập đoàn cơ động của quân đội Liên Xô do tướng M. M. Popov chỉ huy đang tấn công thành một hình quạt xòe rộng từ phía đông Poltava, Lozovaya, Zaporozhye đến Mariupol.
Giống như ý tưởng của kế hoạch "Sao Thổ" trước đó, ý đồ của N. F. Vatutin là bao vây cô lập phần lớn Tập đoàn quân Nam và cả Tập đoàn quân "A" (Đức) tại miền Nam Ukraina. Tuy nhiên, Bộ Tổng tham mưu quân đội Liên Xô khi đó đã tính toán rằng để thực hiện ý tưởng ấy, phải cần đến một lực lượng dự trữ khổng lồ còn lớn hơn cả Chiến dịch Stalingrad trước đó. Bộ Tổng tham mưu quân đội Liên Xô cũng cảnh báo Phương diện quân Tây Nam rằng họ sẽ phải xung đột với các lực lượng mạnh còn rất sung sức của quân Đức mới được điều từ Tây Âu sang tại khu vực Dniepropetrovsk - Poltava, rằng không phải ngẫu nhiên mà Quân đoàn xe tăng 2 SS lại vội vã rút khỏi Kharkov. Tuy nhiên, ban lãnh đạo Phương diện quân Tây Nam và cả I. V. Stalin vẫn ghép những sự kiện đang diễn ra vào khuôn khổ cái giả thuyết ưa thích của mình rằng quân đội Đức Quốc xã đang rút chạy. Thậm chí, đến ngày 21 tháng 2, khi đã rõ là quân đội Đức đang tiến hành phản công vào sau lưng Tập đoàn cơ động của tướng M. M. Popov đang tấn công, N. F. Vatutin vẫn chỉ thị:
| “                | Địch đang bằng mọi cách chặn kích để vội vã rút quân của chúng từ Donbass sang bên kia sông Dniepr. Tình huống này đòi hỏi phải hành động kiên quyết | ” |
| — N. F. Vatutin, | |   |

### Ý đồ phản công của Erich von Manstein
Thống chế Erich von Manstein chỉ bị bất ngờ ở giai đoạn đầu trong tháng 1 năm 1943 khi cùng một lúc, quân đội Liên Xô có đủ lực lượng để mở liên tiếp Chiến dịch Cái Vòng cùng ba chiến dịch tấn công tại thượng lưu Sông Đông. Vì phải ưu tiên rút Tập đoàn quân xe tăng 1 và Tập đoàn quân 17 khỏi Kavkaz, ngày 20 tháng 1 năm 1943, Manstein cho rút các lực lượng còn lại của Tập đoàn quân xe tăng 4 về phía Bắc Polohy như một biện pháp để bảo vệ các đầu cầu Zaporozhye và Dniepropetrovsk từ sườn phía Đông Nam. Tại đây, Tập đoàn quân xe tăng 4 được bổ sung 150 xe tăng T-IV cải tiến (tăng độ dày lớp giáp phía trước thêm 100 mm và trang bị pháo bắn thẳng 88 mm), 50 xe tăng hạng nặng Tiger-I và 130 pháo tự hành Ferdinand. Thay thế vị trí của Tập đoàn quân xe tăng 4 là Tập đoàn quân xe tăng 1 (Đức) cơ động từ Taganrog lên. Tướng N. F. Vatutin, tư lệnh Phương diện quân Tây Nam (Liên Xô) đã hoàn toàn sai lầm khi cho rằng đây là hành động rút chạy về tuyến sông Dniepr của quân Đức. Cũng như vậy, việc quân Đức tạm bỏ Kharkov không phải để rút lui mà để chờ hội đủ quân với Sư đoàn Thiết giáp SS số 3 Totenkopf và Cụm tác chiến Raus đang cơ động từ Poltava đến để lập một cụm quân mạnh trên sườn phía Bắc khu vực Zaporozhye - Dniepropetrovsk. Không phán đoán được ý đồ này, tướng N. F. Vatutin đã đưa cả Tập đoàn cơ động của M. M. Popov và Tập đoàn quân cận vệ 1 tấn công trực diện đến Dniepropetrovsk mà thực tế là chui đầu vào gọng kìm đã được Erich von Manstein chuẩn bị sẵn.

## Chiến dịch "Bước Nhảy Vọt" thất bại và đòn phản công của Cụm tập đoàn quân Nam

### Quân đội Liên Xô tấn công
Để thọc sâu vào hướng Mariupol, ngày 27 tháng 1 năm 1943, thượng tướng N. F. Vatutin, tư lệnh Phương diện quân Tây Nam lệnh cho cấp phó của ông là trung tướng M. M. Popov sử dụng cánh trái của mình đề thiết lập một Tập đoàn cơ động gồm các đơn vị:
- Quân đoàn kỵ binh cận vệ 3 của thiếu tướng M. D. Sinenko;
- Quân đoàn xe tăng cận vệ 4 của thiếu tướng P. P. Poluboyarov;
- Quân đoàn xe tăng 10 của thiếu tướng V. G. Burkov;
- Quân đoàn xe tăng 18 của thiếu tướng B. S. Bakharov;
- Sư đoàn bộ binh cận vệ 57;
- Sư đoàn bộ binh 38;
- Sư đoàn bộ binh 52 của tướng P. D. Fadeev.

Cả ba quân đoàn xe tăng và quân đoàn kỵ binh cận vệ 3 chỉ còn lại 180 xe tăng hoạt động được, trung bình mỗi xe tăng được bảo đảm một cơ số xăng dầu và hai cơ số đạn dược. Ở các sư đoàn bộ binh, việc cung cấp đạn dược và nhiên liệu còn kém hơn. Tuy nhiên, tướng N. F. Vatutin vẫn hy vọng rằng có thể cải thiện được tình hình này trong quá trình tấn công.
Với những đơn vị gần như còn "mới tinh" được chuyển từ Pháp và Đức sang, các tướng Hermann Hoth (tư lệnh Tập đoàn quân xe tăng 4) và Mackensen (thay tướng Paul Kleist làm tư lệnh Tập đoàn quân xe tăng 1) thuộc Cụm tập đoàn quân Nam (Đức) nắm trong tay 212 xe tăng gồm 26 chiếc Panzer-II, 115 chiếc Panzer-III, 29 chiếc Panzer-IV và 42 chiếc Tiger-I. Bổ sung cho các lực lượng này, Quân đoàn xe tăng 2 SS được điều từ Pháp sang đem theo 317 xe tăng gồm 22 chiếc Panzer-II, 172 chiếc Panzer-III, 28 chiếc Panzer-IV và 95 chiếc Tiger-I. Trong đó, 24 chiếc Panzer-III được trang bị pháo chống tăng mới 75 mm cùng toàn bộ các xe tăng Panzer-IV và Tiger-I đều được trang bị pháo bắn thẳng 88 mm.
Và thất bại tất yếu đã xảy ra với Phương diện qân Tây Nam (Liên Xô) ngay từ những ngày đầu tiên của chiến dịch "Bước Nhảy Vọt". Tập đoàn cơ động trên thực tế lại tỏ ra kém cơ động. Những sai lầm của các tướng lĩnh Liên Xô trong tính toán cơ số xăng dầu cho xe tăng tại Chiến dịch Voronezh-Kastornoye đã lặp lại trong chiến dịch này với quy mô lớn hơn. Nhiều xe tăng phải dừng lại dọc đường tiến công vì thiếu nhiên liệu. Các quân đoàn xe tăng chìm ngập trong tuyến và hành động rời rạc, phân tán và bị không quân Đức bắn phá. Vấp phải hệ thống công sự phòng thủ được thiết lập vững chắc và phối hợp chặt chẽ của quân Đức tại khu vực Donbass, bộ binh Liên Xô thiếu xe tăng yểm hộ đã phải chịu các đòn phản đột kích mạnh của Tập đoàn quân xe tăng 1 và Cụm tác chiến Hollidt. Ngày 11 tháng 2, Quân đoàn xe tăng cận vệ 4 và lữ đoàn xe tăng 9 sau khi đánh chiếm đầu mối đường sắt Krasnoyarmeyskoye đã bị quân Đức bao vây, hai sư đoàn bộ binh 57 và 38 cũng bị bao vây tại khu vực Slaviansk-Lozovaya, nơi mà 10 tháng trước đó, tập đoàn quân 6 (Liên Xô) bị bao vây trong Chiến dịch Barvenkovo-Lozovaya.

### Đòn phản công của Von Manstein tại cánh Nam
Ngày 19 tháng 2 năm 1943, khi Tập đoàn quân vận vệ 1 của Phương diện quân Tây Nam đã tiến đến Novo-Moskovsk và Sinelnikovo, Quân đoàn xe tăng 2 SS của tướng Paul Hausser đã tập trung đủ ba sư đoàn xe tăng, một sư đoàn bộ binh tại phía Bắc Krasnogorad mới được lệnh phản công xuống phía Nam, qua Sakhnovsina và Goludovka đến Pavlograd để hội quân với Tập đoàn quân xe tăng 4 (Đức) đang tấn công từ Polohy qua Chaplyno, Vasilkovka và cũng tiến đến Pavlograd. Đòn đánh hợp điểm từ hai bên sườn đã đẩy Tập đoàn quân cận vệ 1 (Liên Xô) vào thế đe dọa bị bao vây và Tập đoàn quân này phải vội vã rút lui. Chưa tỏ ra băn khoăn về tình trạng cô lập của các cánh quân xung kích, ngày 20 tháng 2, tướng N. F. Vatutin tiếp tục tung ra lực lượng dự bị cuối cùng của Phương diện quân Tây Nam gồm Quân đoàn xe tăng cận vệ 1 và Quân đoàn xe tăng 25 tiến đánh các bến vượt qua sông Dniepr ở Zaporozhye và Dniepropetrovsk. Hai quân đoàn xe tăng này cũng không thể đến đích vì bị Quân đoàn xe tăng 2 SS mới được thống chế Erich von Manstein cho rút ra khỏi Kharkov và điều xuống phía Nam đánh vào sau lưng cụm quân cơ động của Liên Xô đang tấn công. Tuy nhiên, do hành động chậm chạp của tướng Eberhard von Mackensen trong việc triển khai các quân đoàn xe tăng 3 và 40 của Tập đoàn quân xe tăng 1 (Đức), nhiều lữ đoàn xe tăng Liên Xô đã thoát khỏi vòng vây và bắt đầu rút về bên kia sông Bắc Donets.
Ngày 21 tháng 2, Quân đoàn xe tăng 2 SS và Tập đoàn quân xe tăng 4 (Đức) đã gặp nhau tại Pavlograd và quay sang phía Đông Bắc, tiến công Lozovaya qua Yurievka tiếp tục truy kích và tiến vào sau lưng Tập đoàn cơ động của tướng M. M. Popov lúc đó đã tiến đến Krasnoyarmeysk. Tại đây, ba quân đoàn xe tăng và một quân đoàn cơ giới Liên Xô đã vấp phải đòn phản công của Tập đoàn quân xe tăng 1 (Đức). Trong đó, Quân đoàn xe tăng 40 (Đức) chặn đánh trên chính diện dọc con đường sắt từ Chaplyno qua Krasnoyarmeysk đi Stalino, Quân đoàn xe tăng 3 (Đức) luồn qua Stalino và Makeevka tiến lên Konstatinovka và Akhtyrka đánh vào sau lưng Tập đoàn xe tăng cơ động Liên Xô mà theo tin tình báo của Đức thì quân số của Tập đoàn cơ động này kém hơn quân Đức..
Ngày 23 tháng 2, Quân đoàn bộ binh 30 (Đức) đã đánh lùi đòn đột kích của Tập đoàn quân cận vệ 3 (Liên Xô), yểm hộ vững chắc sườn phải của Quân đoàn xe tăng 3. Trên cánh cực Nam, Cụm tác chiến Hollidt (Đức) cũng thành công trong việc kiềm chế Phương diện quân Nam (Liên Xô), không cho phương diện quân này tự do cơ động lực lượng để chi viện cho Phương diện quân Tây Nam. Kết quả là từ ngày 20 đến ngày 23 tháng 2, sư đoàn Thiết giáp SS số 1 "Leibstandarte SS Adolf Hitler" đã chọc thủng cạnh sườn của Tập đoàn quân số 6 Liên Xô, đẩy lùi Tập đoàn quân này về tuyến xuất phát của nó, xóa bỏ mối đe dọa bên cánh trái của Quân đoàn xe tăng 2 SS. Bốn sư đoàn của tập đoàn quân này đã bị Sư đoàn Thiết giáp SS số 2 "Das Reich" và Quân đoàn xe tăng 48 (Đức) bao vây và tiêu diệt ở Tây Nam sông Samara. Sư đoàn Thiết giáp SS số 3 "Totenkopf" bắt đầu tấn công ngày 22 tháng 2 và tiến sang sườn trái của Sư đoàn Thiết giáp SS số 2 "Das Reich ". Ngày 24 tháng 2, Thống chế Erich von Manstein lệnh cho tướng Hermann Hoth tung Sư đoàn cơ giới 15 còn nguyên vẹn cùng phối hợp với các quân đoàn xe tăng 3 và 40 (Tập đoàn quân xe tăng 1) hợp vây Tập đoàn cơ động của tướng M. M. Popov. Chỉ có non nửa số xe tăng Liên Xô cơ động nhanh hơn và rút thoát về tuyến Krassny Lyman và Izyum. Trước tình hình diễn biến hết sức tồi tệ của Phương diện quân Tây Nam do các đòn phản công của hai Tập đoàn quân xe tăng Đức, ngày 22 tháng 2 năm 1943 Bộ Tổng tư lệnh Tối cao Liên Xô đã hạ lệnh cho Phương diện quân Voronezh điều Tập đoàn quân xe tăng 3 và Tập đoàn quân 69 phản đột kích xuống phía Nam để chi viện cho Phương diện quân Tây Nam và tiêu diệt số quân Đức đang đóng ở khu vực Krasnograd. Mặc dù biết rằng cả Tập đoàn quân xe tăng 3 và Tập đoàn quân 69 đã hoàn toàn kiệt sức sau các trận đánh chiếm Kharkov nhưng tại Phương diện quân Voronezh, họ không còn lực lượng dự bị nào đáng kể.

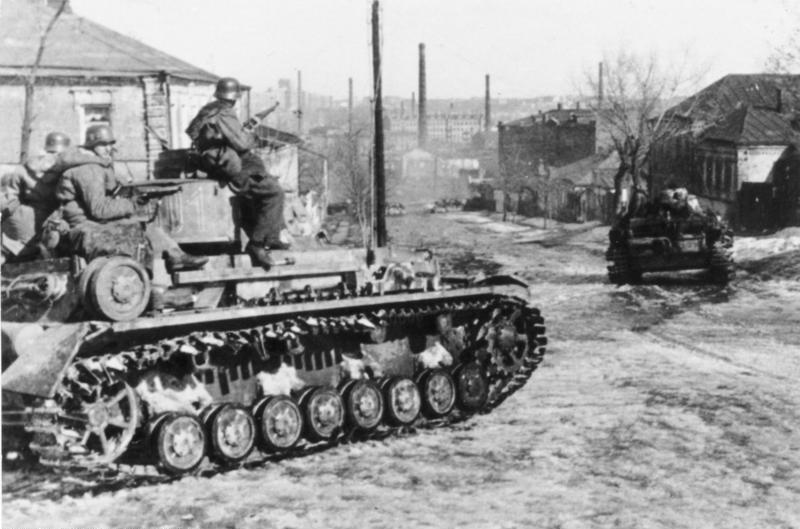
Xe tăng Panzer IV của phát xít Đức tại Kharkov năm 1943.

Chỉ còn lại 110 xe tăng còn hoạt động được, Tập đoàn quân xe tăng 3 (Liên Xô) đã chạm trán ngay với Quân đoàn xe tăng 57 còn nguyên vẹn của Tập đoàn quân xe tăng 4 (Đức) ngay tại tuyến Novo-Vodolaga, Merefa, Zmiev sát phía Nam Kharkov ngày 23 tháng 2. Cùng ngày, Cụm tác chiến "Kempf" cũng phản công từ hướng Poltava đến Merefa. Bằng lực lượng của Quân đoàn xe tăng 24 và Quân đoàn xung kích 5, tướng Werner Kempf đã nhanh chóng đẩy lùi Tập đoàn quân 69 (Liên Xô) đã kiệt quệ và đánh vào sau lưng Tập đoàn quân xe tăng 3 (Liên Xô). Đến ngày 24 tháng 2 năm 1943, Thống chế Erich von Manstein ra lệnh rút Sư đoàn xe tăng 2 SS "Đại Đức" đã bị thiệt hại đáng kể về làm lực lượng dự bị (thay cho Quân đoàn xe tăng 57 đã tung vào trận), chỉ để lại các sư đoàn bộ binh số 167 và 320, một trung đoàn rút từ Sư đoàn Thiết giáp SS số 3 "Totenkopf" và một số đơn vị của Sư đoàn Thiết giáp SS số 1 "Leibstandarte SS Adolf Hitler" bảo vệ rìa phía Tây của chỗ lồi đã được tạo ra do cuộc tấn công của Quân đội Liên Xô. Từ ngày 24 đến 27 tháng 2 năm 1943, Tập đoàn quân xe tăng 3 và Tập đoàn quân 69 tiếp tục công kích khu vực này nhưng do đã quá suy yếu, các cuộc tấn công này không thu được kết quả. Đà tấn công của Hồng quân đã bị chặn lại khi trận tuyến bắt đầu kéo dài quá mức, mật độ binh lực bị giảm chỉ còn chưa đầy 1/3 so với lúc mở màn cuộc công kích.
Trước nguy cơ trận tuyến của Phương diện quân Tây Nam bị Quân đoàn xe tăng 2 SS (Đức) phá vỡ và cũng để trợ giúp cho nỗ lực thoát vây của Tập đoàn quân 6, Bộ Tổng tư lệnh tối cao Liên Xô yêu cầu Phương diện quân Voronezh chuyển giao Tập đoàn quân xe tăng 3 cho Phương diện quân Tây Nam sau khi đã bù đắp cho họ Tập đoàn quân xe tăng 1 và Tập đoàn quân 21 lấy từ Phương diện quân Trung tâm. Để cơ động nhanh về tuyến mới, Tập đoàn quân xe tăng 3 chuyển giao các sư đoàn bộ binh 48 và 62 cho Tập đoàn quân 69 và lập tức tiến xuống Volchansk để chặn Quân đoàn xe tăng 2 SS. Tuy nhiên, do thiếu hụt nhiên liệu và đạn dược, việc cơ động Tập đoàn quân xe tăng số 3 phải lùi lại đến ngày 3 tháng 3. Thêm vào đó, các đợt không kích liên tiếp của máy bay ném bom bổ nhào Junkers Ju 87 Stuka đã tiêu hao nặng lực lượng của tập đoàn quân. Ngay khi bắt đầu cuộc tấn công, Quân đoàn xe tăng 15 đã bị Sư đoàn Thiết giáp SS số 3 "Totenkopf" tấn công, buộc phải chuyển sang phòng ngự với hơn 40 xe tăng còn lại. Cuối cùng, các sư đoàn Thiết giáp SS vẫn chọc thủng được phòng tuyến của Quân đoàn xe tăng số 15 và hội quân với Quân đoàn xe tăng 57 đang đột kích về phía Bắc, hoàn thành việc hợp vây Quân đoàn xe tăng 15. Quân đoàn xe tăng 12 của Tập đoàn quân xe tăng 3 cũng bị buộc phải chuyển sang phòng ngự ngay sau khi các mũi tiến công của Sư đoàn Thiết giáp SS số 2 "Das Reich" đe dọa cắt đứt tuyến hậu cần của Tập đoàn quân xe tăng 3. Đến ngày 5 tháng 3, mũi tấn công của Tập đoàn quân xe tăng số 3 đã bị đánh tan nát; chỉ có ba lữ đoàn không còn xe tăng rút lui an toàn về Volchansk. Tập đoàn quân xe tăng 3 bị giải thể, quân số còn lại được nhập vào Tập đoàn quân 57 mới được điều tự lực lượng dự bị đến và Tập đoàn quân này đã thiết lập một phòng tuyến mới tại đây.
Bị 5 sư đoàn xe tăng và 2 sư đoàn cơ giới Đức đột kích vào sườn phía Bắc trên hướng Krasnograd và sườn phía Nam từ phía Krasnoyarmeyskoye, Tập đoàn cơ động của tướng M. M. Popov đã không thể hoàn thành bất kỳ một nhiệm vụ nào trong kế hoạch "Bước Nhảy Vọt", bị tổn thất lớn và phải rút lui liên tiếp về Barvenkovo và cuối cùng, trụ lại được ở bờ đông sông Bắc Donets. Việc quân đoàn cơ động của Popov và tập đoàn quân số 6 bị tiêu diệt đã tạo nên một lỗ thủng lớn trên phòng tuyến của Quân đội Liên Xô. Lợi dụng sự thiếu đồng bộ và manh mún, nhỏ giọt trong quá trình bịt lỗ thủng của Hồng quân, Erich von Manstein hạ lệnh cho quân Đức tiếp tục tấn công về phía Kharkov. Từ ngày 1 đến ngày 5 tháng 3 năm 1943, Tập đoàn quân xe tăng 4 và Quân đoàn xe tăng 2 SS bắt đầu triển khai trận địa trên một mặt trận dài 80 cây số và chỉ còn cách Kharkov 16 cây số về phía Nam. Đến ngày 6 tháng 3, Sư đoàn Thiết giáp SS số 1 "Leibstandarte SS Adolf Hitler" chiếm được một bàn đạp vượt sông Mosh, mở một con đường tới Kharkov. Sự thành công của đòn "hồi mã thương" của Manstein đã khiến Bộ Tổng tư lệnh Tối cao Liên Xô ngay lập tức ngừng các đợt tấn công của các đơn vị dưới quyền K. K. Rokossovsky. Sau đó Tập đoàn quân thiết giáp số 1 của Đức đã lập một tuyến phòng thủ dọc theo sông Donets và Manstein cũng bắt đầu lập kế hoạch tấn công quét sạch mọi lực lượng Hồng quân đóng bên bờ Tây con sông này. Theo các số liệu của Đức, cho đến lúc này đòn "hồi mã thương" của Manstein đã tước đoạt mạng sống của 23.000 binh sĩ Hồng quân, thu giữ và phá hủy 615 xe tăng và 352 khẩu pháo.

### Chiến sự tại khu vực Oryol
Trong chiến tranh kiểu trận tuyến, những "chỗ lồi" trên các mặt trận luôn có tác dụng hai mặt. Nó có thể trở thành bàn đạp để tấn công nếu chiếm được ưu thế về binh lực và quyền chủ động chiến dịch-chiến lược, nhưng cũng lại có thể trở thành cái chảo để "nướng quân" nếu như đối phương chiếm ưu thế về binh lực và nắm quyền chủ động chiến dịch-chiến lược. Đầu năm 1943, tại khu vực phía Bắc Kursk có một chỗ lồi như vậy. Nó nằm ở khu vực Bryansk, Karachev, Oryol và còn được gọi là "chỗ lồi Oryol", do một phần Tập đoàn quân 2 thuộc Cụm tập đoàn quân B chiếm đóng. Cuối tháng 1 năm 1943, Tập đoàn quân 2 (Đức) và Tập đoàn quân 2 (Hungary) liên tiếp thua trận tại thượng lưu sông Đông. Cụm tập đoàn quân B (Đức) bị giải thể. Một đoạn mặt trận của quân Đức ở phía Bắc Kursk bị hở. Bộ Tổng tham mưu quân đội Liên Xô cho rằng đây là thời cơ tốt để họ xóa bỏ "chỗ lồi Oryol" và tiếp tục phát triển tấn công đến khu vực Smolensk, Vitebsk và Orsha, phía sau Cụm tập đoàn quân Trung tâm (Đức).
Kế hoạch ban đầu của Bộ Tổng tư lệnh quân đội Liên Xô là sử dụng Phương diện quân Trung tâm (trước ngày 5 tháng 2 là Phương diện quân Sông Đông) phối hợp với Phương diện quân Bryansk triển khai chiến dịch Oryol - Bryansk vào ngày 15 tháng 2. Tuy nhiên, việc di chuyển Phương diện quân Sông Đông gồm 4 tập đoàn quân đến khu vực Bắc Kursk mặc dù được tướng K. K. Rokossovsky tiến hành khẩn trương nhưng do con đường sắt từ Stalingrad đến Kursk mới khôi phục không thể bảo đảm vận chuyển nhanh chóng nên phải mất 10 ngày (từ ngày 5 đến ngày 15 tháng 2 năm 1943), những lực lượng cơ bản của phương diện quân này mới tập kết ở phía Nam Oryol. Trong 20 ngày sau đó, bằng Chiến dịch "Con Trâu", Cụm Tập đoàn quân Trung tâm (Đức) đã rút dần 16 sư đoàn ra khỏi khu vực Rzhev-Viazma và điều đến hướng Oryol-Bryansk. Ngoài ra, ba sư đoàn xe tăng và hai sư đoàn bộ binh SS cũng được điều từ Tây Âu đến khu vực này.
Ngày 24 tháng 2 năm 1943, Phương diện quân Trung tâm của tướng K. K. Rokossovky bắt đầu tấn công vào khu vực tiếp giáp giữa Tập đoàn quân bộ binh 2 và Tập đoàn quân xe tăng 2 (Đức). Trong hai ngày đầu tiên, các tập đoàn quân 60 và 70 chỉ đẩy lùi quân Đức được vài cây số từ tuyến Dmitri-Lgovsk, Ponyri đến tuyến nhằm phát huy các chiến quả mà cánh Trái của Phương diện quân Voronezh đã đạt được tại đoạn tiếp giáp giữa Cụm Tập đoàn quân Nam và Cụm Tập đoàn quân Trung tâm (Đức). Ngày 26 tháng 2, Phương diện quân Bryansk sử dụng các tập đoàn quân 13 và 48 tấn công trên hướng Zmiev (???) - Mokhovoye. Cùng ngày hôm đó, tướng K. K. Rokossovsky tung tập đoàn quân xe tăng 2 và Tập đoàn quân 65 tấn công trên hướng Sevsk-Suzemka. Quân đoàn kỵ binh 2 được phối thuộc cho Phương diện quân Trung tâm mở đường cho Tập đoàn quân 70 tấn công vòng lên phía Bắc về Starodub - Novozybkov và đột kích sâu vào Desna (???), phía sau lưng Cụm tập đoàn Trung tâm (Đức).
Cụm tập đoàn quân Trung tâm (Đức) lập tức phản ứng quyết liệt. Ngày 27 tháng 2, 9 sư đoàn bộ binh được điều từ Rzhev-Viazma đến đã kịp thời ngăn chặn và đột kích vào bên sườn cụm kỵ binh Liên Xô gồm 2 sư đoàn kỵ binh và 3 sư đoàn trượt tuyết đang tấn công về phía Tây qua Unetscha. Tại khu vực Suzemka - Mikhaikovsky, thống chế Günther von Kluge sử dụng cánh phải của Tập đoàn quân xe tăng 2 (Đức) và cánh trái của Tập đoàn quân 2 (Đức) mở hai mũi phản kích từ Altukhovo (phía Bắc) và Glukhov (phía Nam) cùng hướng về Sevsk, vào sau lưng Tập đoàn quân xe tăng 2 (Liên Xô), buộc tập đoàn quân này phải bỏ thị trấn Suzemka vừa chiếm được và lùi về phía Đông Sevsk. Đến ngày 20 tháng 3, Tập đoàn quân 70 và quân đoàn kỵ binh 2 (Liên Xô) cũng bị quân Đức đẩy lùi về tuyến Bryantsevo - Dmitri Orlovsky (???) - Trosna. Ngày 21 tháng 3, toàn bộ Phương diện quân Trung tâm (Liên Xô) buộc phải chuyển sang phòng ngự trên tuyến Mtsensk - Novosil - Sevsk - Rylsk. Chính diện mặt Bắc của vòng cung Kursk hình thành.

### Chiến sự tại khu vực Kharkov - Belgorod

#### Chiến sự ở phía Nam Kharkov
Trong khi Phương diện quân Trung tâm của tướng K. K. Rokossovsky tiếp tục tấn công Tập đoàn quân 2 và Tập đoàn quân xe tăng 2 (Đức) lúc này đã được bổ sung bằng các sư đoàn mới, Ngày 7 tháng 3, thống chế Erich von Manstein, tư lệnh Cụm tập đoàn quân Nam (Đức) sử dụng Quân đoàn bộ binh xung kích 5 (Quân đoàn "Raus") và Quân đoàn xe tăng 2 SS lúc này đã đẩy lùi Tập đoàn quân 6 và Tập đoàn quân xe tăng 3 ra đòn tấn công bất ngờ vào Kharkov bất chấp những bãi bùn lầy lội trong mùa tuyết tan. Thay vì tấn công trực diện Kharkov vào phía Đông, Manstein quyết định tấn công vào phía Tây và hợp vây thành phố ở hướng Bắc. Sư đoàn xe tăng 2 SS "Đại Đức" cũng đã được đưa trở lại chiến trường và ngay lập tức được tung vào trận đánh, đe dọa chia cắt Tập đoàn quân 69 với những đơn vị còn lại của Tập đoàn quân xe tăng 3 (Liên Xô). Từ ngày 8 đến ngày 9 tháng 3 năm 1943, Quân đoàn xe tăng 2 SS hoàn tất mũi tấn công lên phía Bắc, chia cắt hai tập đoàn quân 69 và 40 của Phương diện quân Voronezh. Và đến ngày 9 tháng 3, Quân đoàn xe tăng 2 SS và Quân đoàn xung kích 5 (Đức) đã khép vòng vây quanh Tập đoàn quân 69 và quân đoàn xe tăng 12 của Tập đoàn quân xe tăng 3 (Liên Xô), bất chấp những nỗ lực của Bộ Tổng tư lệnh tối cao Liên Xô nhằm chặn đứng các mũi tiến công của Đức bằng Sư đoàn bộ binh 19 và Lữ đoàn xe tăng 186.
Đến ngày 9 tháng 3 năm 1943, Phương diện quân Voronezh sử dụng Tập đoàn quân 40 mở cuộc phản kích vào Sư đoàn xe tăng 2 SS "Đế Chế" với hy vọng giải cứu cho Quân đoàn xe tăng 12. Tuy nhiên, mũi tấn công của bộ binh không có xe tăng yểm hộ đã không ngăn được Quân đoàn xe tăng 2 SS đang tràn đến Kharkov ngày 10 tháng 3. Để có thể chỉ huy các viên tướng SS "đầy kiêu hãnh", Thống chế Erich von Manstein phải dùng quyền hạn của Tư lệnh Cụm tập đoàn quân Nam để đặt Quân đoàn xe tăng 2 SS dưới quyền chỉ huy của Tư lệnh Tập đoàn quân xe tăng 4, thượng tướng Hermann Hoth. Cùng ngày, Hermann Hoth hạ lệnh cho các lực lượng SS phải chiếm Kharkov càng sớm càng tốt và thúc giục trung tướng Paul Hausser phải tấn công thành phố ngay lập tức bằng cả ba sư đoàn xe tăng SS trong tay. Theo kế hoạch đánh vu hồi hai hướng, Sư đoàn xe tăng 2 "Đế chế" sẽ tấn công từ hướng Tây, Sư đoàn xe tăng 1 "Adolf Hitler" sẽ tấn công từ Nam và Sư đoàn xe tăng 3 "Đầu lâu" sẽ tấn công vòng lên phía Bắc và Tây Bắc Kharkov. Bất chấp việc tướng Hermann Hoth yêu cầu Paul Hausser phải tuân thủ theo kế hoạch ban đầu, viên tư lệnh Quân đoàn xe tăng 2 SS vẫn tiếp tục theo kế hoạch "giải quyết nhanh" Kharkov dù các trận chặn kích quyết liệt của quân đội Liên Xô buộc ông ta phải hoãn kế hoạch cho đến ngày hôm sau. Đến lúc đó thì thống chế Erich von Manstein lại phải dùng quyền hạn của tư lệnh Cụm tập đoàn quân yêu cầu các đơn vị dưới quyền tiếp tục tuân theo kế hoạch cũ - tức đánh bọc sườn các lực lượng bảo vệ thành phố - và vẫn để ngỏ khả năng tấn công trực diện nếu quân Đức không gặp phải sự kháng cự đáng kể nào. Tuy nhiên, Hausser đã rất cố chấp khi bỏ qua mệnh lệnh này và hành động theo ý đồ riêng của mình. Theo Von Manstein, Bộ Tư lệnh của Cụm Tập đoàn quân đã buộc phải trực tiếp can thiệp đến mấy lần để các chỉ huy SS cứng đầu phải điều quân bao vây Kharkov theo đúng kế hoạch thay vì mở một đòn tấn công trực diện vào thành phố.

#### Quân đội Đức chiếm lại Kharkov
Sáng sớm ngày 11 tháng 3 năm 1943, Sư đoàn xe tăng 1 SS "Adolf Hitler" mở đầu cuộc tấn công hai đợt vào phía Bắc Kharkov. Toàn bộ quân đoàn xe tăng 2 SS đột kích lên phía Tây Bắc, chia làm hai mũi tiến hướng về phía Belgorod và Pechenga (???) dọc hai bên của tuyến đường sắt Belgorod-Kharkov. Ở cánh trái, Sư đoàn xe tăng 3 SS tấn công các vị trí phòng thủ của quân đội Liên Xô tại thị trấn Severnyi. Tại đây, họ gặp phải sức kháng cự quyết liệt của sư đoàn bộ binh 180 và lữ đoàn pháo chống tăng 173. Sư đoàn này chỉ có thể tiến được đến đến đầu mối đường sắt Severnyj vào cuối ngày. Ở cánh phải, Sư đoàn xe tăng 1 SS tấn công thị trấn Aleksandrevka và bị một mũi phản kích của Lữ đoàn xe tăng 75 (Liên Xô) dẫn đầu bằng các xe tăng T-34 đẩy bật ra ngoài thị trấn. Chỉ sau khi có sự hỗ trợ của các máy bay cường kích Ju 87 Stuka và các pháo tự hành chống tăng StuG, ngày 13 tháng 3, sư đoàn này mới có thể mở đường tái chiếm thị trấn. Các đòn tấn công vu hồi vào hai bên sườn Tập đoàn quân 69 (Liên Xô) cuối cùng đã giúp cho quân Đức lấy lại một bàn đạp quan trọng để tiến vào Kharkov. Ngày hôm sau, Sư đoàn xe tăng 1 SS tràn lên con đường bộ dẫn tới Belgorod và ngay lập tức hứng chịu một đòn phản kích xuất phát từ sân bay Kharkov do hai trung đoàn xe tăng độc lập thuộc Tập đoàn quân xe tăng 1 mới được điều đến nhằm vào cánh trái của sư đoàn. Sau nửa ngày giao chiến quyết liệt với các xe tăng T-34, Sư đoàn xe tăng 1 SS cũng đã chiếm được một phần ngoại ô phía Bắc Kharkov. Ở hướng Đông Bắc, Quân đoàn xe tăng 57 (Đức) mở một mũi tấn công bao gồm bộ binh, thiết giáp và pháo tự hành nhằm vào tuyến đường từ Kharkov dẫn tới Rogan và Chuguev. Ba sư đoàn xe tăng SS đã chọc thủng phòng tuyến và tiến sâu vào nội đô Kharkov. Tuy nhiên, họ đã phải dừng lại tại đây ngày 22 tháng 3 và chuyển sang phòng ngự do thiếu nhiên liệu cho các phương tiện cơ giới, đặc biệt là xe tăng.

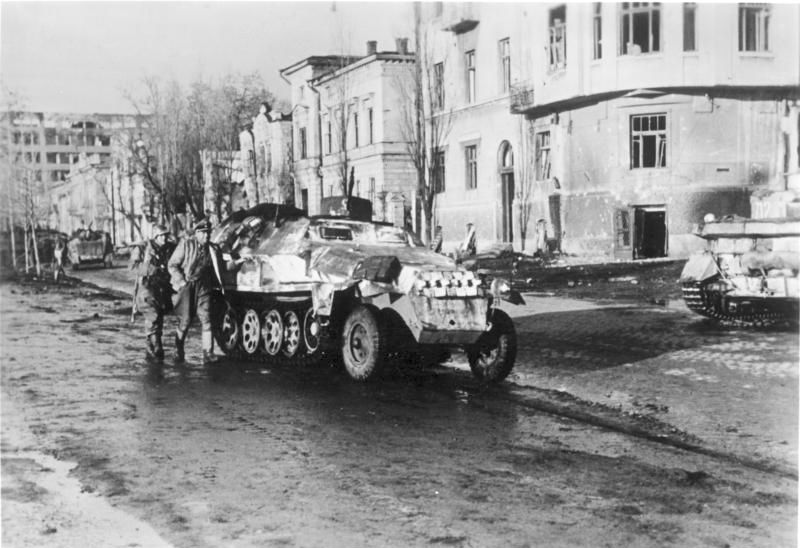
Xe thiết giáp bộ binh của quân Đức trên đường phố Kharkov, tháng 3 năm 1943

Ngày 11 tháng 3, Sư đoàn xe tăng 2 SS "Đế chế" cũng tấn công về phía Tây Kharkov. Sau khi đột phá vào quận Zalyutino, đợt tấn công bị chặn đứng bởi một hệ thống hầm hào chống tăng dày đặc liên thông với phòng tuyến của Quân đội Liên Xô trong thành phố, được bố trí với các hỏa điểm chống tăng. Các trung đoàn xe tăng SS cũng phải chiến đấu khốc liệt với một mũi phản kích của sư đoàn bộ binh 161 (Tập đoàn quân 69) diễn ra ngay sau đó. Cuối cùng, sư đoàn xe tăng 23 thuộc Quân đoàn xe tăng 57 (Đức) đã đột phá vào khu vực phía Nam Kharkov và cắt đứt tuyến đường Kharkov - Merefa. Vào khoảng 3 giờ chiều ngày 11 tháng 3, tướng Hermann Hoth — Tư lệnh Tập đoàn quân xe tăng 4 — hạ lệnh cho tướng Paul Hausser đình chỉ ngay lập tức các đợt tấn công của Sư đoàn xe tăng 2 SS "Đế chế" và điều nó sang phía Đông Kharkov nhưng Paul Hausser tiếp tục chống lệnh. Ông ta đưa một cụm tác chiến của Sư đoàn xe tăng 3 SS "Đầu lâu" đi cắt đường lui của quân đội Liên Xô và báo với Hermann Hoth rằng đưa Sư đoàn "Đế chế" đi làm việc này là quá nguy hiểm. Đêm 11-12 tháng 3 năm 1943, một mũi tấn công bất ngờ của phát xít Đức đã đột phá xuyên qua hệ thống hào chống tăng và mở một con đường cho xe tăng Đức ào qua. Điều này giúp cho sư đoàn "Đế chế" tiến đến tuyến đường sắt chính của Kharkov và trở thành sư đoàn tiến sâu vào thành phố nhất trong thời điểm đó. Lúc 1 giờ 15 sáng ngày 12 tháng 3, Hermann Hoth tiếp tục lặp lại mệnh lệnh "cắt đường lui", và Hausser vẫn tiếp tục chống lệnh. Tuy nhiên, sau khi Hoth lặp lại mệnh lệnh lần thứ ba, Hausser cuối cùng cũng phải tuân theo và sử dụng một hành lang băng qua phía Bắc Kharkov do Sư đoàn xe tăng 1 SS "Adolf Hitler" tạo để điều Sư đoàn xe tăng 2 "Đế chế" sang phía Đông theo đúng kế hoạch.
Ngày 12 tháng 3 năm 1942, Sư đoàn xe tăng 1 SS "Adolf Hitler" đã chọc thủng phòng tuyến của quân đội Liên Xô ở khu ngoại ô phía Bắc Kharkov và bắt đầu tiến vào trung tâm. Ở đây, các xe tăng Đức phải tiến hành một chuỗi những trận đánh giành giật từng căn nhà một với lực lượng quân đội Liên Xô đồn trú trong nội đô Kharkov. Đến cuối ngày, sư đoàn này chỉ còn cách quảng trường Dzerzhinsky hai dãy phố. Chiều tối hôm đó, sau khi chịu nhiều thương vong từ sức kháng cự của các binh sĩ Liên Xô vẫn tiếp tục trụ lại trong các tòa nhà, Tiểu đoàn 2 của trung đoàn xe tăng 2 SS đã bao vây quảng trường. Sau khi những ổ đề kháng cuối cùng của quân đội Liên Xô tại quảng trường Dzerzhinsky thất thủ, tướng Paul Hausser đã ra lệnh đổi tên thành "Quảng trường Cận vệ" (Platz der Leibstandarte). Đến đêm, tiểu đoàn 3 của Trung đoàn xe tăng 2 SS 2, dưới sự chỉ huy của Joachim Peiper sau khi hội quân với tiểu đoàn 1 ở quảng trường Dzerzhinsky đã tấn công xuống phía Tây Nam, vượt sông Kharkov và thiết lập một bàn đạp trên bờ sông, khai thông con đường dẫn vào Đại lộ Moskva. Trong khi đó, cánh trái của sư đoàn cũng được điểm hội quân ở Vovchansk và Chuguev, cắt đường rút của Quân đội Liên Xô. Họ nhanh chóng chuyển sang phòng ngự và phải chịu đựng một số đợt phản kích của Hồng quân tại đây.
Ngày 13 tháng 3, Sư đoàn xe tăng 1 SS "Adolf Hitler" tấn công xuống phía Nam, tiến đến sông Sokolovo tiếp quản bàn đạp của trung đoàn Joachim Peiper và bắt đầu chiến đấu với các lực lượng Hồng quân trong từng ngôi nhà. Trong một nỗ lực nhằm bao vây số binh sĩ đồn trú trong trung tâm thành phố, Trung đoàn trinh sát cơ giới 1 của Sư đoàn xe tăng 1 SS tiến vào thành phố bằng hành lang Chuguev-Vovchansk. Cùng lúc đó, sau khi vấp phải sự kháng cự quyết liệt và dai dẳng của Hồng quân, Trung đoàn xe tăng 3 SS của Joachim Peiper đã mở được một đột phá khẩu xuống phía Nam và hội quân với cánh trái của Sư đoàn tại hành lang Chuguev-Vovchansk. Lúc này, Sư đoàn xe tăng 2 SS "Đế chế" đã rời khỏi Kharkov, để lại Trung đoàn "Langemark" nhằm thanh toán các ổ đề kháng của Hồng quân ở phía Tây Nam Kharkov. Đến cuối ngày, hai phần ba thành phố đã nằm trong tay quân đội Đức Quốc xã.
Những tiếng súng kháng cự của quân đội Liên Xô đã bắt đầu thưa dần vào ngày 14 tháng 3 năm 1943. Ngày hôm đó, Trung đoàn "Langemark" SS bận rộn với việc thanh toán các ổ kháng cự cuối cùng trong thành phố và Quân đoàn xe tăng 2 SS đã đẩy mặt trận xa hơn về phía Đông. Đến cuối ngày, toàn bộ thành phố Kharkov đã lọt vào tay quân đội Đức Quốc xã. Tuy nhiên, những binh sĩ cuối cùng của Hồng quân vẫn tiếp tục chiến đấu vào ngày 15 và 16 tháng 3 cho đến khi quân Đức tiêu diệt ổ đề kháng của Hồng quân ở khu liên hợp công nghiệp nằm ở ngoại vi Tây Nam Kharkov.

## Kết quả, đánh giá và ảnh hưởng
Trong một thời gian dài, Chiến dịch "Bước nhảy vọt" và giai đoạn sau của Chiến dịch Belgorod-Kharkov không được nhắc đến trên các phương tiện truyền thông của Liên Xô. Nguyên soái G. K. Zhukov cũng đã đề cập đến những sự kiện này nhưng người ta đã cắt bỏ nó khỏi bản thảo của ông khi xuất bản lần đầu tiên bộ sách "Nhớ lại và suy nghĩ" vào năm 1969. Chỉ đến những năm 1970, sự thật của những sự kiện này mới dần dần được tái hiện qua các tài liệu của nguyên soái A. M. Vailevsky, đại tướng S. M. Stemenko và một loạt các tướng lĩnh khác, trong đó có những người đã trực tiếp tham gia các chiến dịch này như các thượng tướng K. S. Moskalenko, M. I. Kazakov, P. I. Batov... Đây là một chiến dịch "đuối sức" của quân đội Liên Xô nhằm giành thêm những thành công mới sau Chiến dịch Stalingrad và ba chiến dịch phản công thắng lợi tại thượng lưu sông Đông cũng như Chiến dịch Sao Thổ tại trung lưu sông Đông và sự kiện đánh bại cuộc hành quân Bão Mùa đông của Cụm tập đoàn quân Sông Đông (Đức) nhằm giải cứu cho Cụm quân Stalingrad (Đức).
Theo các tài liệu dẫn từ hồ sơ thu giữ được của Tổng hành dinh quân đội Đức Quốc xã sau chiến tranh thì tại chiến dịch này, quân đội Đức Quốc xã đã loại khỏi vòng chiến đấu 52 sư đoàn quân đội Liên Xô. Theo Davit Glantz, thiệt hại về binh lực của quân đội Liên Xô khoảng từ 70.000 đến 80.000 người; trong đó, chừng 45.200 người chết và mất tích, 41.200 người bị thương. Từ tháng 4 đến tháng 7 năm 1943, Hồng quân ra sức phục hồi và củng cố lực lượng chuẩn bị cho cuộc tấn công sắp tới của phát xít Đức mà chúng ta biết là diễn ra ở Vòng cung Kursk. Thương vong của quân đội Đức không có thống kê đầy đủ (điều này xảy ra kể từ khi tướng Franz Halder bị loại khỏi Bộ Tổng tham mưu Đức); chủ yếu chỉ dựa vào các con số ước đoán tổn thất của Quân đoàn xe tăng SS, căn cứ theo việc các lực lượng Waffen-SS tinh nhuệ thường được tung vào những trận đánh khốc liệt nhất. Các học giả ước tính rằng cho đến ngày 27 tháng 3, Quân đoàn xe tăng 2 SS đã hao hụt mất 44% quân số, nghĩa là vào khoảng 8.800 binh sĩ trong đó có 160 sĩ quan. Trên cánh Bắc, Phương diện quân Voronezh (Liên Xô) trong tình trạng kiệt sức mặc dù chiếm được Kharkov nhưng cũng nhanh chóng phải rút bỏ nó ngay sau đợt phản công của Cụm tập đoàn quân Nam (Đức). Trong giai đoạn cuối của cuộc phản công, Cụm tác chiến Hollidt (Đức) đã hoàn thành tốt nhiệm vụ kiềm chế Phương diện quân Nam (Liên Xô) để hai tập đoàn quân xe tăng 1 và 4 có thể tiến đến khu vực Kharkov nhằm tập trung quân chuẩn bị cho Chiến dịch Thành Trì. Ngược lại, các sư đoàn thiết giáp Đức đã phải dừng lại trên mặt chính diện phía Nam của vòng cung Kursk do những tổn thất nghiêm trọng (đặc biệt là xe tăng) trong gần hai tháng phản công.
Khi các quân đoàn thiết giáp SS tiến vào Kharkov, họ vấp phải sự kháng cự của các đơn vị Hồng quân đang đồn trú ở phía Tây Nam thành phố, bao gồm Lữ đoàn NKVD số 17, sư đoàn bộ binh 19 và sư đoàn bộ binh cận vệ 25. Hồng quân tiếp tục nỗ lực bắt liên lạc với các đơn vị của Tập đoàn quân xe tăng số 3 nhưng bất thành. Cuối cùng vào các ngày 14 và 15 tháng 3 năm 1943 họ được phép rút lui về phía Bắc sông Donets. Tập đoàn quân số 40 và 69 của Liên Xô tiếp tục chạm trán với Sư đoàn xe tăng 2 SS "Đế Chế" và bị cắt đôi bởi đòn tấn công của đơn vị này. Sau khi lấy được Kharkov và phá vỡ phòng tuyến sông Donets, quân Đức đã nhân cơ hội thắng thế tiếp tục đánh chiếm Belgorod vào ngày 17 tháng 3. Tuy nhiên, những đòn tấn công và phản kích của Quân đội Liên Xô đã làm tiêu hao một phần đáng kể những lực lượng mới được tăng viện của quân đội Đức Quốc xã, trong đó có Quân đoàn xe tăng 2 SS. Ngoài những diễn biến bất lợi của mùa tuyết tan năm 1943, những thiệt hại không nhỏ của quân đội Đức Quốc xã đã buộc Manstein phải sớm kết thúc chiến dịch, mặc dù ông này còn muốn tiếp tục phát triển thế tấn công nhằm vào "chỗ lồi" tại Kursk vốn hình thành sau khi Hồng quân để mất Kharkov và Belgorod.
Sau thắng lợi tại Kharkov, Adolf Hitler đứng trước hai sự lựa chọn. Trước hết là "trả đòn phản công", (nghĩa là chờ cho Hồng quân phản công trước để sau đó trả đòn khi họ hở sườn như trong chiến dịch Donets vừa rồi) và sau khi giành lại quyền chủ động chiến dịch mở một loạt đòn tấn công vào cạnh sườn các đơn vị Hồng quân đang tấn công và hợp vây họ. Ý kiến này được Von Manstein ủng hộ. Lựa chọn thứ hai là nhân đà phản công thuận lợi mở tiếp một đợt tấn công chớp nhoáng nhằm vào "chỗ lồi" vừa được hình thành tại Kursk. Hitler chọn phương án thứ hai, và điều này đã dẫn đến trận đấu xe tăng nổi tiếng nhất chiến tranh thế giới thứ hai tại Vòng cung Kursk.